# Fesivka, Konotop
Fesivka (în ucraineană Фесівка) este un sat în comuna Mîhailo-Hannivka din raionul Konotop, regiunea Sumî, Ucraina.

## Demografie
Componența lingvistică a localității Fesivka
     Ucraineană (95,83%)
     Rusă (3,47%)
Conform recensământului din 2001, majoritatea populației localității Fesivka era vorbitoare de ucraineană (95,83%), existând în minoritate și vorbitori de rusă (3,47%).